# 고려대학교 본관
고려대학교 본관은 1934년에 세워진 대한민국의 대학교 고려대학교 내의 건물로, 원래 보성전문학교(普成專門學校) 본관이었다. 보성전문학교는 1905년 4월 당시 내장원경(內藏院卿)이던 이용익(李容翊)이 박동(礡洞), 현 수송동의 노어학교(露語學校) 자리에서 법률과 실업교육을 목적으로 설립된 학교였다.

## 개요
천도교는 1910년 이 학교를 인수하고, 안국동의 목조교사(木造校舍)에서 법과(法科)와 상과(商科)의 전문과정을 교육하였다. 이 학교는 1918년 낙원동으로, 1922년 송현동으로 이전하였다. 
김성수(金性洙)가 1932년 이 학교를 인수하면서 대학의 면모를 갖추게 되었다. 그는 1933년 당시 숭인면 안암리에 약 65,000평의 교지를 확보하였다. 이 캠퍼스의 최초 교사 건물이 본관이었으며, 이 건물은 1933년 9월 착공하여 1934년 9월 준공되었다. 설계자는 한국 근대 건축의 선구자인 박동진(朴東鎭)이며, 시공자는 후지타 고지로(藤田幸二郞)였다. 
박동진은 평북 정주 출생으로 1910년 정주의 오산학교를 졸업했다. 그는 1919년 3ㆍ1운동에 참가하여 2년의 집행유예를 선고 받기도 했다. 1926년 경성고등공업학교 건축과를 졸업하고, 조선총독부의 건축부서에서 근무했다. 그는 이 건물의 설계를 계동(桂洞)에 있는 김성수의 자택 2층에서 했다고 한다. 설계는 보성전문의 소유자인 김성수의 영향을 많이 받았다. 김성수는 1920년대 말에 해외 대학들을 시찰했는데, 가장 인상 깊은 건물이 미국 노스캐롤라이나주 소재인 듀크 대학 본관이었다고 한다. 
한편 김성수는 동양척식회사(東洋拓植會社)로부터 전답을 사들이고, 이어 종암동의 약 3만여평의 땅을 또 샀다. 이렇게 김성수는 신 캠퍼스와 신축 건물을 구미 제국의 유수한 대학 수준으로 건축하려 하였다. 본관이 구미 제국의 어느 한 대학을 모델로 하여 건축되었다기보다는, 여러 명문대학 캠퍼스 건축을 참조하여 건립했다고 판단된다. 김성수는 구체적인 건축디자인 지침을 박동진에게 제시하였다. 먼저 본관은 석조 건물로 한다는 것이었다. 이 당시만 해도 서울 시내에 석조건물이라고는 조선총독부 이외에는 전혀 없었을 때였다. 따라서 박동진은 석조건물에 대해 여러 방면으로 탐색하고 연구했다. 우선 재료의 적절한 용법과 구조의 합리성 등을 비롯한 건축양식에 대하여 김성수의 의견을 들어 최종 결정을 짓고 실설계(實設計)에 착수하였는데 그 결과가 현 고려대학교 본관이었다. 건물과 자연의 조화, 구조와 재료미의 일치의 형식을 강조했으며, 외관상 창구(窓口)의 배열이라든가 평면 구성의 억지가 있는 것은 김성수의 의견을 따른 것이다.

## 구조
본관은 정문에서 보면 운동장을 가로질러 뒷숲을 등지고 서있다. 평면은 H자형으로, 중앙 현관을 중심으로 좌우 대칭이다. 평면 후면에 편복도가 있으며, 복도의 양끝에는 계단과 화장실이 있다. 남향한 각 실들은 사무실과 회의실이며, 4층 다락층에는 교수실들을 두었다. 
정면의 중앙탑 1층 현관은 단순하게 처리된 튜더식 아치(tudor arch), 3층과 5층은 쌍아치 창, 2층과 4층은 장방형 창을 내었다. 중앙탑 네 모서리는 부축벽(flat buttress)를 붙였고, 그 꼭대기에는 중세 성관(城館)의 여장(女墻)으로 마무리하였다. 지붕 면에는 지붕 돌출창(dormer)을 설치하여, 다락방에 자연채광이 되도록 하였다. 
벽면은 바른층 돌쌓기로 하여 질서정연하게 보인다. 전면 창은 1ㆍ2ㆍ3ㆍ2ㆍ1개씩 짝을 지어 배열했다. 2층 창은 수평 아치 속에 뾰족아치를 두어 섬세한 장식 수준을 보여준다. 내부시설로는 증기난방과 수세식 변소를 두어, 그 당시에는 최신식 건물이었다. 
미국 대학 캠퍼스 건물들의 성격 중 하나인 고딕풍 석조건축의 분위기가 이 건물에서 느껴지며, 중앙탑의 의장 구성, 뾰족아치, 경사지붕 등으로 판단할 때 고딕풍에 속하는 건물이다. 
일제 때 대학의 설립 주체는 선교사학(宣敎私學), 일제관학(日帝官學), 민족사학(民族私學)의 3종류였다. 민족사학을 대표하는 보성전문학교 캠퍼스는 대표적인 선교사학인 연희전문학교 캠퍼스와 이화여자전문학교 캠퍼스나, 대표적인 일제관학인 경성제국대학 동숭동 ㆍ연건동 캠퍼스와 비교하여 손색이 없는 규모와 수준으로 건축되었다. 이 캠퍼스의 최초 건물인 본관은 한국인 건축가 박동진에 의하여 설계되었으며, 빼어난 건축 수준 등으로 역사적 가치가 매우 높다.